# Call me Miss...
『Call me Miss...』（コール・ミー・ミス）は、Crystal Kayの6枚目のオリジナル・アルバムである。

## 概要
- 約1年ぶりにリリースされたオリジナル・アルバム。前作に引き続き、DVD付き初回限定盤（3360円）とCDのみの通常盤（3059円）の2種類がある。
- 初回限定盤のDVDには横浜ランドマークタワーで行われたXmas Live、シングル2曲のビデオクリップを収録。また初回限定盤にはボーナストラックも収録されている。
- タイトルには「今年で20歳になるので、大人の女性と呼んでほしい」という意味が込められている。
- 前作に引き続きオリコン初登場2位を記録。
- このアルバムのリリース後、2006年3月17日から4月6日にかけて、Zepp Tokyoなどの全国のライブハウスでツアーを行った。

## 収録曲

### CD
1. Baby Girl
作詞：Emi K. Lynn／作曲：ICEDOWN, Crystal Kay／Produced by ICEDOWN
2. Kirakuni
作詞・作曲：James Harris,III&Terry Lewis-Emi/April Music/ Flyte Tyme Tunes (ASCAP),Crystal Kay／Produced by Jimmy Jam & Terry Lewis for Flyte Tyme Productions, Inc.
先行シングル。この曲のプロデュースは、ジャネット・ジャクソンなどを手がけたことのある米国の人気プロデューサー、ジミー・ジャム&テリー・ルイス (Jam & Lewis) が担当。忍者をイメージしたビデオクリップも話題に。
3. 恋におちたら
作詞：H.U.B.／作曲：坂詰美紗子／Produced by Shingo.S for 813
2005年にリリースした16th single。フジテレビ系の「恋におちたら～僕の成功の秘密～」の主題歌で、シングルでは自身最大のヒットを記録。
4. Hero
作詞：Emi K. Lynn／作曲：AKIRA／Produced by AKIRA for googolplex muzic
5. テレパシー
作詞：H.U.B.／作曲：河野伸, Crystal Kay／Produced by 河野伸
6. KTK
作詞：Crystal Kay／作曲：河野伸, Crystal Kay／Produced by 河野伸
7. I Know
作詞：H.U.B., Crystal Kay／作曲：☆Taku Takahashi (m-flo), Crystal Kay／Produced by ☆Taku Takahashi (m-flo)
8. nobody but you
作詞：Emi K. Lynn／作曲：大野宏明／Produced by Dr.R
9. Together
作詞：Aya Harukazu／作曲：Takuya Harada／Produced by ICEDOWN
テレビ東京系で放送されたトリノオリンピックのイメージソング
10. fly to you
作詞：Emi K. Lynn／作曲：ICEDOWN, Crystal Kay／Produced by ICEDOWN
11. きっと
作詞：Akiko Watanabe／作曲：Kenichi Takemoto／Produced by Shingo.S
12. Two As One (Crystal Kay × CHEMISTRY)
作詞：H.U.B.／作曲：松本俊明／Produced by AKIRA for googolplex muzic
2005年10月にリリースしたシングル。CHEMISTRYとのコラボレーションが話題となり、オリコン初登場2位を獲得。トヨタ「ウィッシュ」CMソング。逆バージョン(CHEMISTRY × Crystal Kay)は、CHEMISTRYのアルバム「fo(u)r」に収録されている。
13. Happy Life
作詞：Satomi／作曲：AKIRA／Produced by AKIRA for googolplex muzic
14. 涙があふれても
作詞：西尾佐栄子／作曲：坂詰美紗子／Produced by 村山晋一郎
「Two As One」カップリング曲として収録されたバラード曲。映画「ダーク・ウォーター」国内イメージソング。
15. Kiss (Orchestra Version)
作詞：Satomi／作曲：松本良喜／Produced by 河野伸
DVD付き初回限定盤のみに収録されたボーナストラック。昨年リリースした15th single「Kiss」のオーケストラヴァージョン。

### DVD(初回限定盤のみ)
1. 恋におちたら (Music Video)
2. Two As One (Music Video)
3. 恋におちたら (Live Version)
4. Two As One (Live Version)